# GSh-30-1 (機関砲)
GSh-30-1（ロシア語: ГШ-30-1）は、1980年代初頭にソビエト連邦で開発された航空機関砲である。
ロシア国防省内のロシア連邦国防省ロケット・砲兵総局(GRAU)による命名（GRAUインデックス）では9A-4071Kである。

## 概要
口径は30mmで、多くの第二次世界大戦後の航空機関砲とは異なり、リヴォルヴァーカノンやガトリング砲では無く、古典的な単砲身反動利用式である。本体重量は50kgで、西側の多くの軍用機に用いられている航空機関砲に比べ、非常に軽量なことが特徴である。
開発はKBP精密機器設計局、生産はイジェフスク機械製作工場が担当した。
使用弾薬は30x165mmで、9-A-4002焼夷榴弾、9-A-4511徹甲曳光弾などがある。給弾には鋼製の9-N-623ベルトリンクを用いる。
製造元のイジェフスクによれば、空中目標に対する有効射程は200-800m、地上目標に対する有効射程は1,200-1,800mである。
雷管への点火には電気が用いられ、27Vの電圧を供給して遠隔から行われる。不発時のために、9-EM-623と呼ばれる追加の点火機構も有する。これは不発となった弾薬の薬莢に側面から小型の爆発ボルトを突き刺し、薬莢内に燃焼ガスを流し込むことによって装薬を強制的に発火させるものである。
発射速度は最大1,800発/分で、高発射速度による砲身の劣化、および過熱した弾丸が砲身内で暴発しないように水冷式となっており、砲身は円筒形の水タンクで覆われている。水タンクの体積は700cm3で、冷却水は発砲すると気化して銃身周りの螺旋状の溝を通って砲身を冷却した後放出される。この特徴から、GSh-30-1は水冷を利用したロシアで最初の量産機関砲となった。

## 搭載機
GSh-30-1は1980年代より登場したソビエト連邦軍やロシア連邦軍の軍用機に標準的に搭載される30mm航空機関砲となっている。

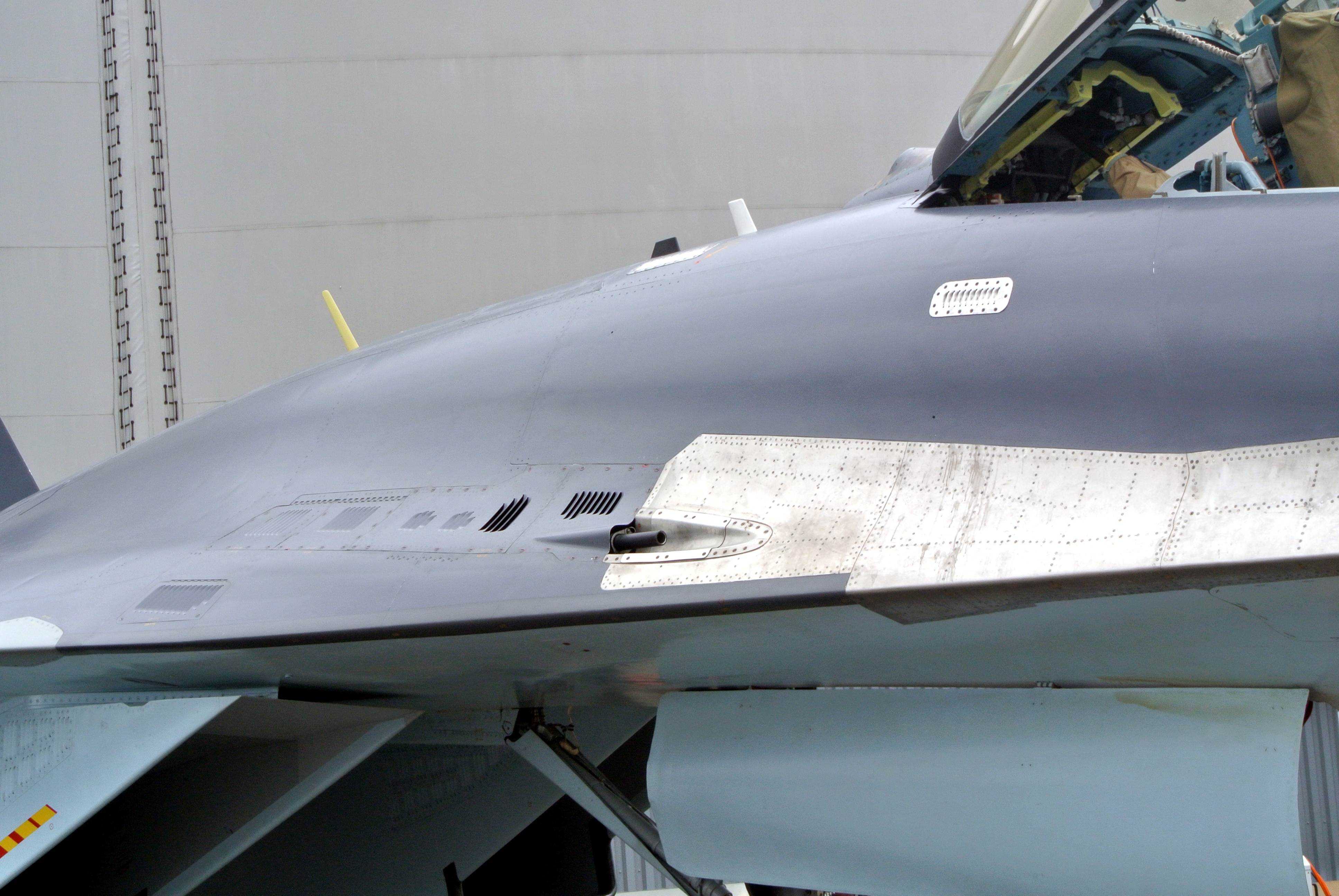
Su-35の固定搭載機関砲口
GSh-30-1の砲身先端部が見える

- Su-27, Su-27M, Su-30, Su-33, Su-35, Su-37

右主翼基部 1基（搭載弾数 150発）
- Su-34

右主翼基部 1基（搭載弾数 180発）
- Su-57

右ストレーキ近傍 1基（搭載弾数150発
Su-57の固定武装として2015年1月より、任意のモードで全体の弾薬容量を使い果たすことができる近代化型9A1-4071Kが開発中であることが報じられている。既にSu-27SMを用いての飛行試験のほか、Su-57の機首を模した地上のテストスタンドによる試験が実施されている。
- MiG-29, MiG-29K

左主翼基部 1基（搭載弾数 150発（※MiG-29Kは100発）
- Yak-141

機体下面中央部 1基（搭載弾数 120発）
このほか、SPPU-687（9A-4273）ガンポッド（重量 480kg）に可動式のものが1丁装備されている。